# M-84
M-84 — югославський основний бойовий танк третього покоління. M-84 — це ліцензійна копія радянського Т-72М1, яку виготовляла Югославія на потужностях, що тепер розміщені на території Хорватії. Танк перебуває на озброєнні в Боснії і Герцеговині, Кувейті, Македонії, Словенії, Сербії та Хорватії.
Головною відмінністю M-84 від радянського Т-72 є кращі приціли та система керування вогнем.

## Розробка і виробництво
У 70-х роках XX століття військове керівництво ЮНА вирішило розпочати виробництво першого власного танка. Через відсутність досвіду в проєктуванні і виробництві танків, було вирішено, що за основу для створення вітчизняного танка буде взято яку-небудь з наявних моделей танків другого покоління.
Таким чином, танк М-84 було розроблено на основі радянського Т-72, тоді одного з найкращих танків у світі, з внесенням певних покращень, у тому числі внутрішньої системи керування вогнем, поліпшеної комбінованої броні та двигуна в 1000 кінських сил. Дослідний зразок виготовлено в 1983 році, а серійне виробництво розпочалося в 1984 році, що й відобразилося в назві моделі. Громадськості М-84 було вперше представлено на параді Перемоги 9 травня 1985 року в Белграді. У 1985 році
М-84 надійшов на озброєння в Югославську Народну Армію. Кількома роками пізніше прийнято на службу поліпшений варіант M-84A.
У соціалістичній Югославії існувало близько 240 заводів, які брали безпосередню участь у виготовленні М-84 та ще близько 1000 югославських підприємств, залучених до його виробництва опосередковано. Основними заводами були:
| - Завод «Джуро Джакович», Славонський Брод, остаточне виготовлення танка - FAMOS, Пале, двигун - Iskra Fotona, Любляна, лазери і електроніка - Zrak Sarajevo, Сараєво, оптика - Slovenske Železarne, Равне, криця і броня - Prvi Partizan, Ужиці, боєзапас - Pretis, Воґошчя, боєзапас - Prva Petoletka, Трстеник, гідравліка - 21 Maj, Раковиця, ручне керування поворотом башти | - Bratstvo, Травник, головна гармата - Metalski zavodi Tito, Скоп'є, мультиплікатор - 11 oktomvri, Прілеп - Ruen, Кочані - Rudi Cajevec, Баня-Лука, електроніка - Sever, Суботиця, автозавантажувач - Jugoturbina, Карловац - Radoje Dakic, Подгориця - Industrija lezajeva Kotor, Котор |

Наприкінці 1980-х рр. започатковано проєкт заміни танка на варіант під назвою М-91 Vihor (Вихор). На відміну від М-84, Vihor був не копією радянського танка, а цілком і повністю власною розробкою. До 1991 року було створено два дослідні зразки. Один з них було повністю завершено, але завод відмовився поставити його Югославській Народній Армії. У другого зразка було закінчено корпус. Однак у зв'язку з розпадом Югославії, проєкт Vihor було призупинено до закінчення війни в Хорватії. Після 1994 року корпус другого танка було підігнано під нову башту і відтоді весь проєкт відомий як проєкт хорватського бойового танка М-95 Degman, який усе ще перебуває на стадії дослідного зразка.
Хорватія також створила оновлений варіант M-84D, який являє собою стандартний комплекс модернізації Degman для танків М-84. Хорватська армія планувала осучаснити всі 75 хорватських танків М-84 до цієї переробки М-84D, але через економічну кризу, модернізацію було відкладено.
Останній сербський варіант M-84 це М-84ASM2001, запущений у 2004 році. Він оснащений новою системою керування вогнем, бронею Kontakt-5 ERA, протитанковими ракетами AT-11 Снайпер, тепловізійним прицілом Агава-2 та комплексом захисту екіпажу «Штора». Він дуже схожий на російський танк Т-90С, як зовні, так і робочими характеристиками.
Близько 150 одиниць М-84 було експортовано в Кувейт. Розпад Югославії в 1990-х роках перешкодив подальшому експорту М-84. Для модернізації своїх M-84S Кувейт обрав турецький ASELSAN.

## Варіанти
- M-84 — базова модифікація. Прийнята на озброєння югославською армією у 1984 році. Оснащувалась двигуном В-46-6 потужністю 780 к. с.
- M-84A — модернізований М-84 із двигуном В-46-6ТК (V46-TK) потужністю 1000 к. с., оснащеним двома турбокомпресорами та інтеркулером.
- M-84AB — модернізація М-84А із встановленням нової СУВ SUV-M-84 для армії Кувейту.
- M-84ABN — М-84AB оснащений навігаційним обладнанням.
- M-84ABK — командирський варіант М-84AB, з додатковим зв'язковим та навігаційним обладнанням, а також генератором.
- M-84AI — БРЕМ, югославського виробництва на шасі М-84А. Було заплановано виготовити 15 машин для Кувейту, проте є дані, що жодної з них збудувати так і не встигли. Було виготовлено один прототип.
- M-84A4 Sniper — хорватський варіант модернізації танків М-84A та М-84AB.
- M-84D — хорватський варіант модернізації танків М-84A4.
- M-95 Degman — хорватський варіант модернізації танка М84 прототипом послужив югославський проект М-91 Вихор.
- M2001 — сербський варіант модернізації танка М84 також відомий під назвою M2001.

## Оператори

### Поточні
- Кувейт: 75 M-84AB на озброєнні та зберіганні, станом на 2024 рік[3].
- Сербія: 195 M-84 на озброєнні та 4+ M-84AS1 проходять випробування, станом на 2024 рік[4].
- Словенія: 14 машин залишаються в робочому стані лише для навчання, 32 залишаються на зберіганні, станом на 2024 рік[5]. Усі танки були модернізовані до варіанту M-84A4 Sniper. Пропозиція Німеччини відправити в Словенію машини німецького виробництва в обмін на М-84А4 для України провалилася.
  - 14 танків використовуються 45-м центром гусеничних бойових машин у Півці[6].
- Хорватія: 74 M-84A4 на озброєні, станом на 2024 рік. Планується заміна всіх танків на Leopard 2A8. 30 танків заплановано передати Україні[7][8].

### Майбутні
- Україна: запланована передача Хорватією 30 M-84A4 Sniper, станом на жовтень 2024 року[9].

## Галерея

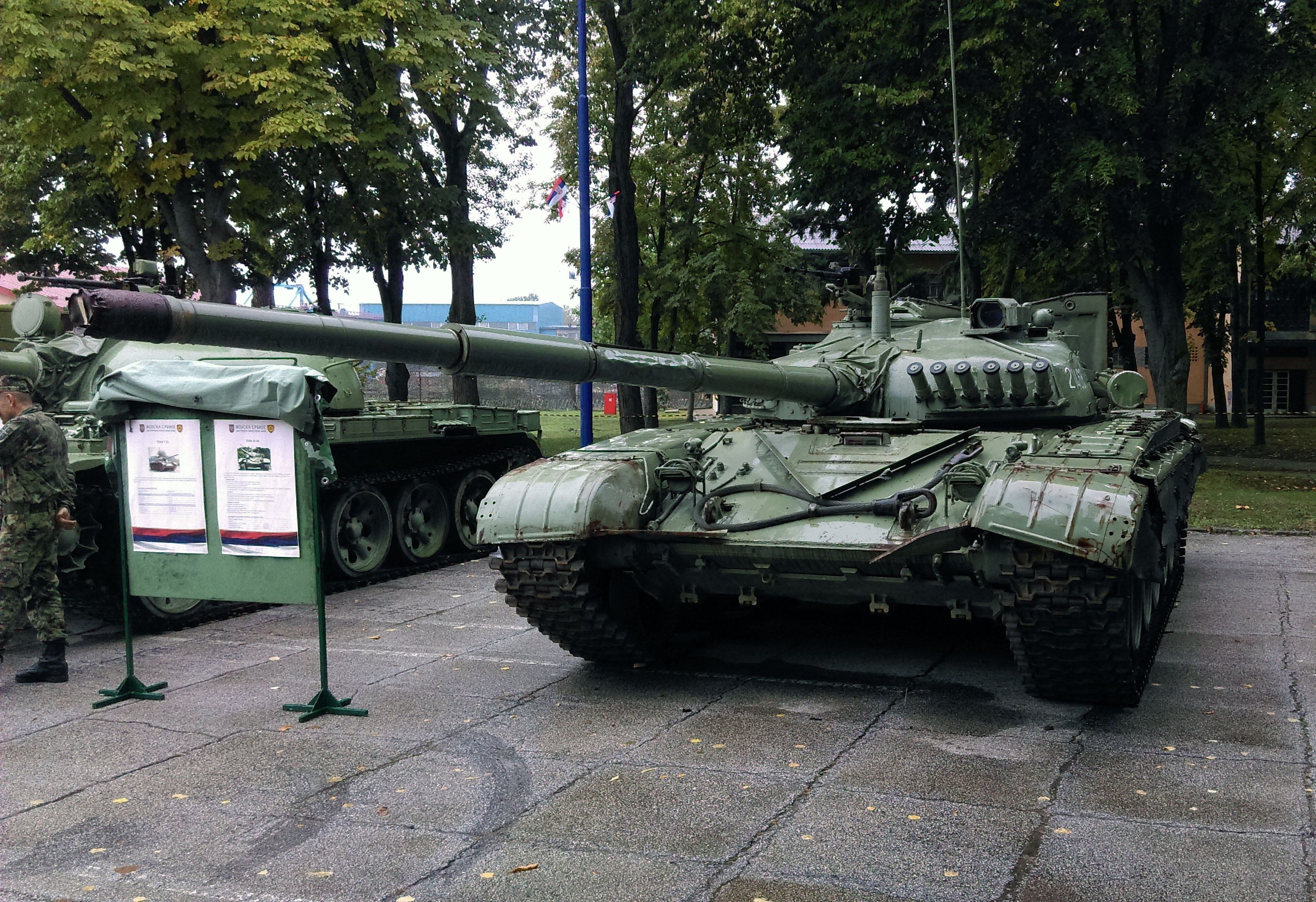
M-84A
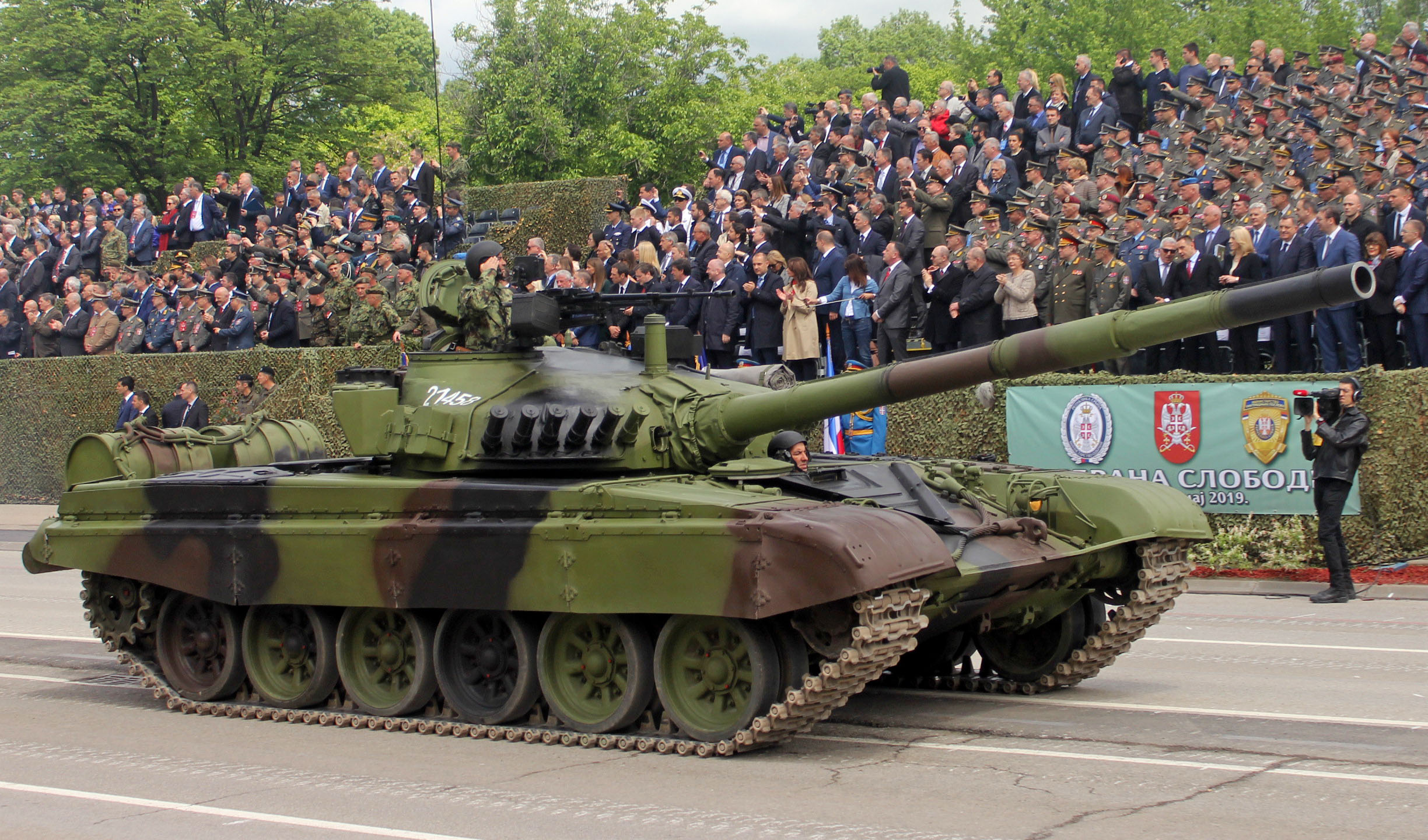
M-84AK
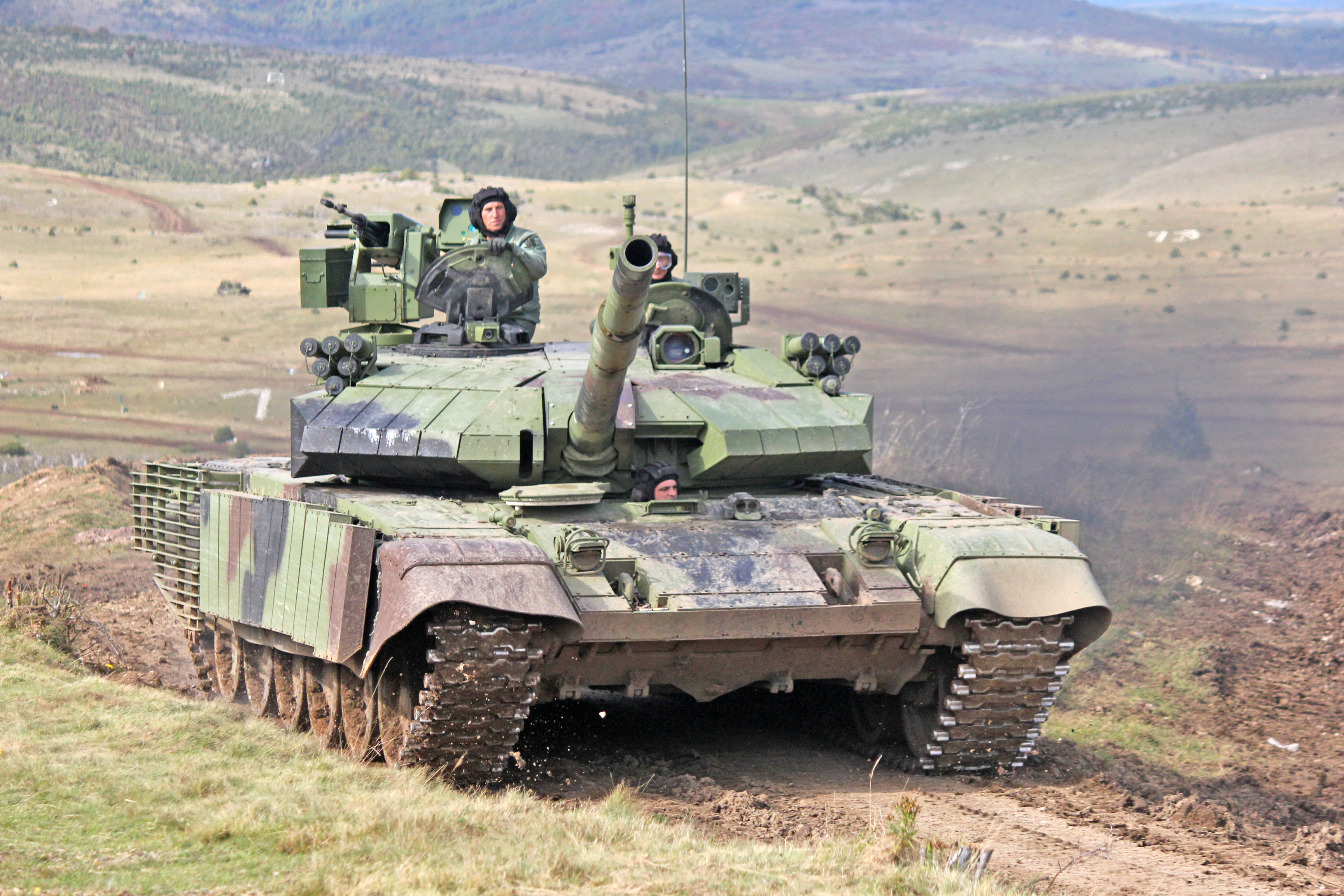
Сербський M-84AS1, 2020 рік
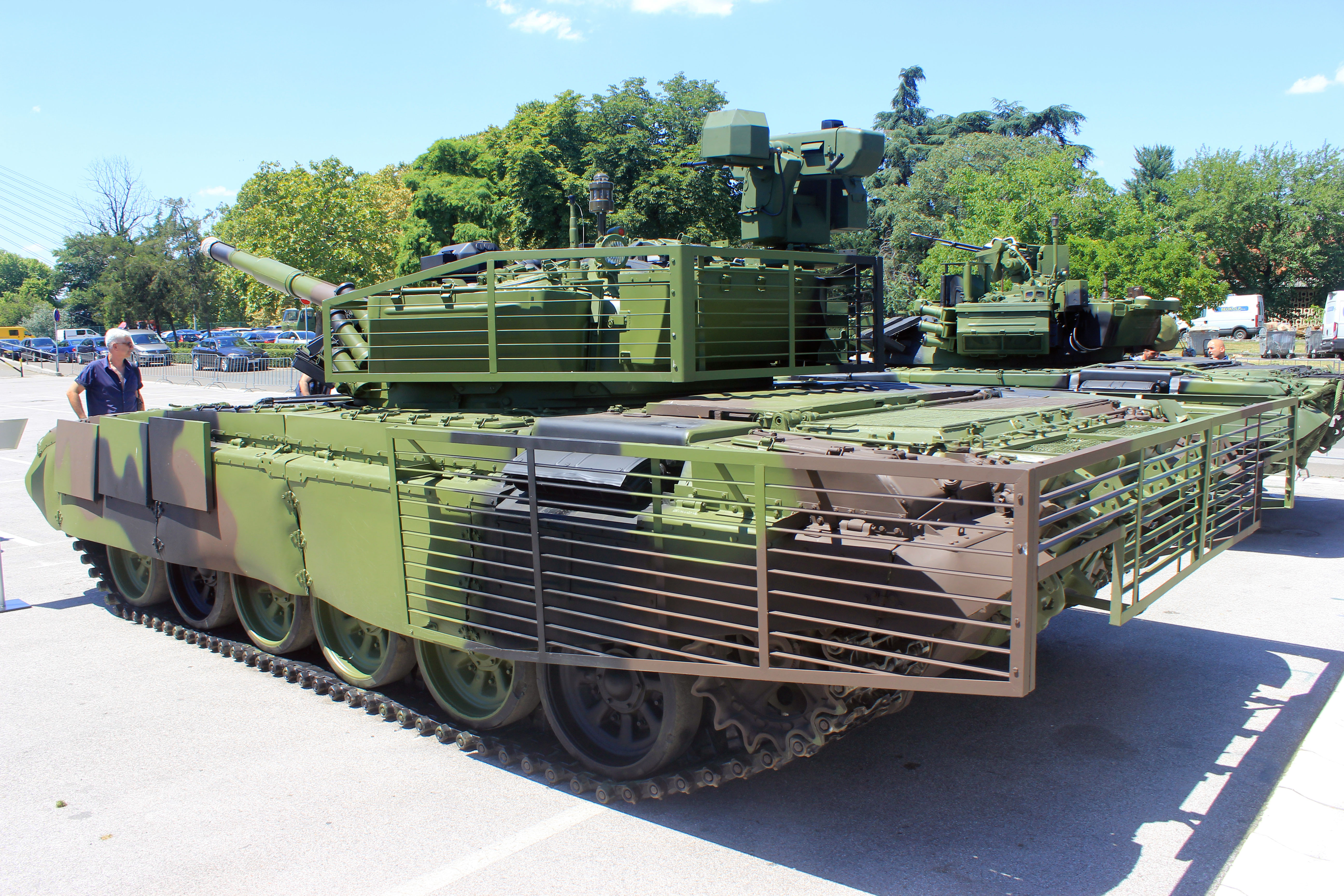
Сербський M-84AS1
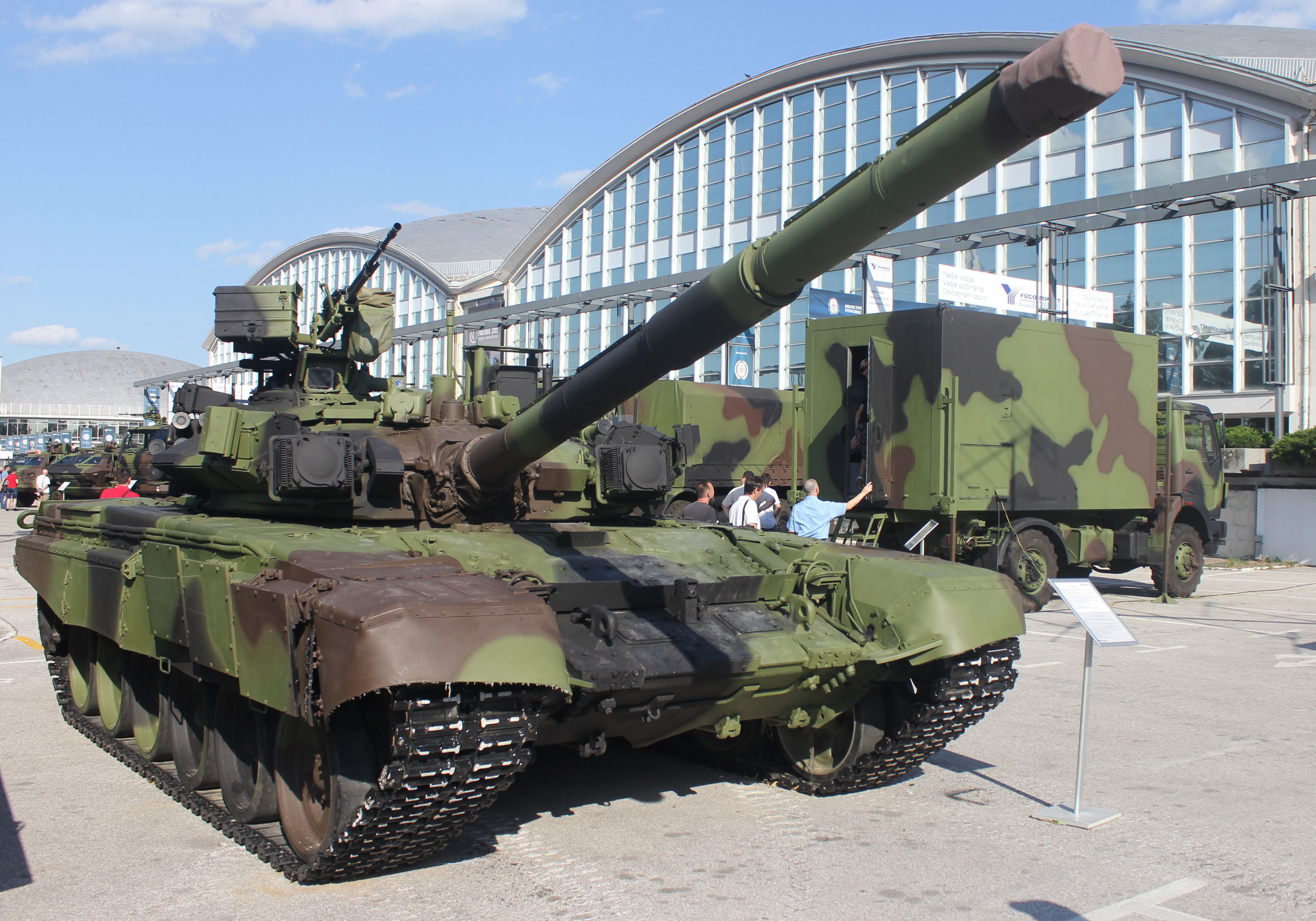
M-84AB1
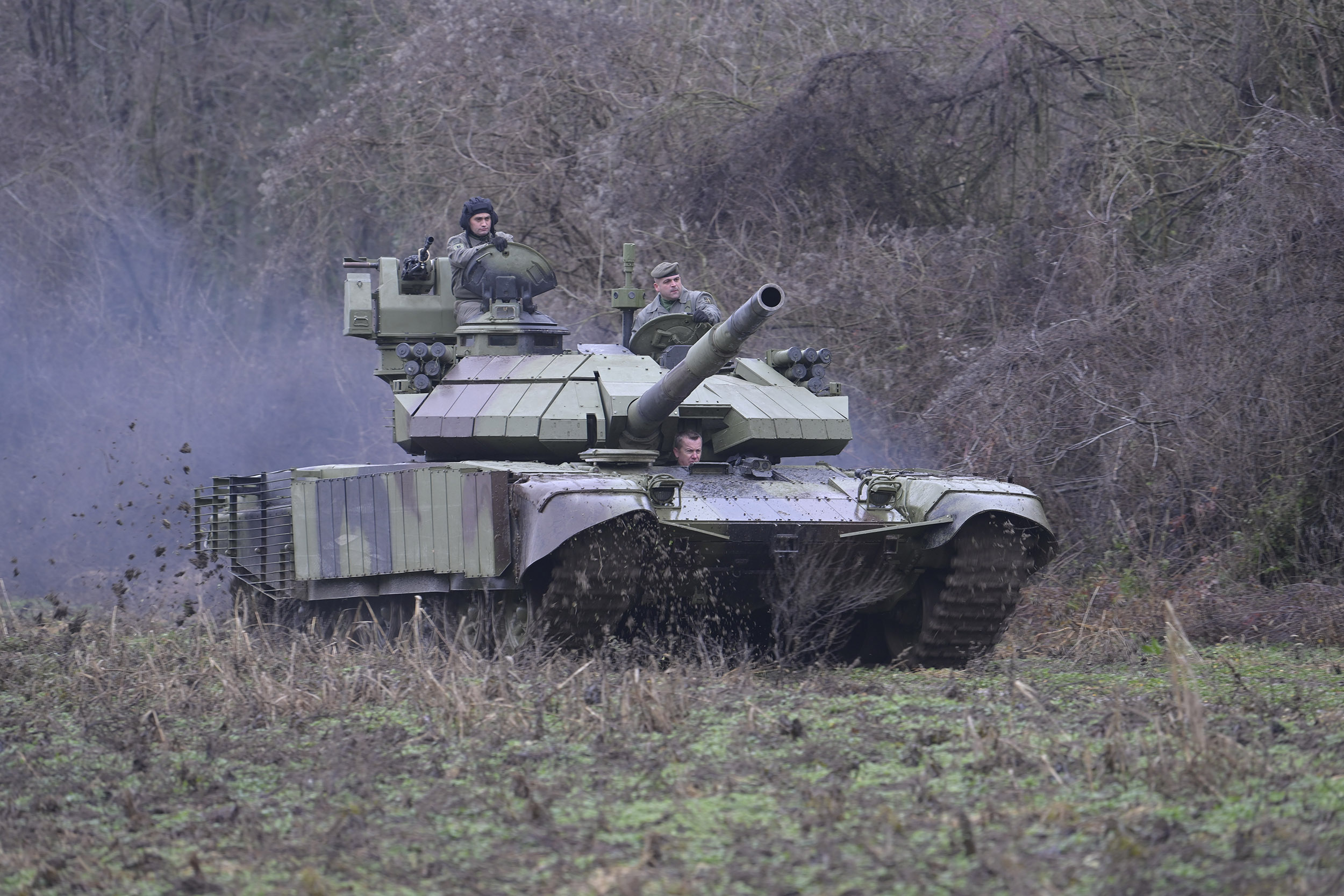
Сербський M-84AS2